# Ордена Бадена
Вели́кое ге́рцогство Ба́ден — историческое государство на юго-западе современной Германии, на территории сегодняшней федеральной земли Баден-Вюртемберг. Предшественником Великого герцогства было маркграфство с тем же названием. Статус Великого герцогства получен в 1806 году. Столицей был город Карлсруэ. Несмотря на небольшие размеры, Баден, как и другие германские государства, воспроизводил «в миниатюре» все основные традиции более крупных монархий Европы, включая наличие собственной наградной системы.

## Ордена Бадена
| Знак | Орден                               | Основан                                                                                            | Примечания                                                                      |
| ---- | ----------------------------------- | -------------------------------------------------------------------------------------------------- | ------------------------------------------------------------------------------- |
|      | Орден Верности                      | 17 июня 1715                                                                                       | Учрежден в честь закладки дворца в Карлсруэ. С 8 мая 1803 года имел два класса. |
|      | Орден Военных заслуг Карла Фридриха | 4 апреля 1807                                                                                      | Имел четыре степени и две солдатские медали.                                    |
|      | Орден Церингенского льва            | 26 декабря 1812                                                                                    | Имел пять степеней.                                                             |
|      | Орден Бертольда I                   | 29 апреля 1877 (как часть ордена Церингенского льва). 9 сентября 1896 (как самостоятельный орден). | Имел четыре степени.                                                            |

## Другие награды
Помимо орденов, наградная система Бадена включала в себя ряд медалей и крестов, вручавшихся по различным поводам, например, Крест «За военные заслуги».